# 烏鬼
烏鬼一說是水鳥鸕鶿，專以河中的小魚為食物。
杜甫有《戏作俳谐遣闷》诗之一：“异俗吁可怪，斯人难并居。家家養烏鬼，頓頓食黃魚”。何謂烏鬼？歷代解釋不一。沈括在《夢溪筆談》以為烏鬼是指鸕鶿，更精確的說法是普通鸕鶿，沈括曾到過四川，見過鸕鶿被馴養補魚的情況。宋代無名氏著《漫叟詩話》則認為烏鬼是豬，“川人呼猪作为乌鬼声”。馬永卿《嬾真子錄》中反駁沈括之見解，他認為黃魚的體形大，鸕鶿根本無法捕捉黃魚。郭沫若《李白与杜甫·杜甫的地主生活》：“乌鬼有种种解释，有人解为鸕鶿（四川人呼为渔老鸦），我认为比较可靠。”
另一說烏鬼指鬼神或称乌蛮鬼。程大昌《程氏演繁露》据元稹诗“乡味犹珍蛤，家神爱事乌。”一句，认为“唐俗真有一鬼，正名乌鬼”。
又《楊慎外集》載“峽中養鴉雛，帶銅錫環獻神之烏鬼。”《诗辞事略》又谓“楚峡之间事乌为神，所谓神鸦也。”

## 其他
烏鬼又指非洲黑人，王必昌輯《重修臺灣縣志》載“烏鬼，番國名，紅毛（荷蘭人）奴也，其人遍體純黑。”